# Verso branco

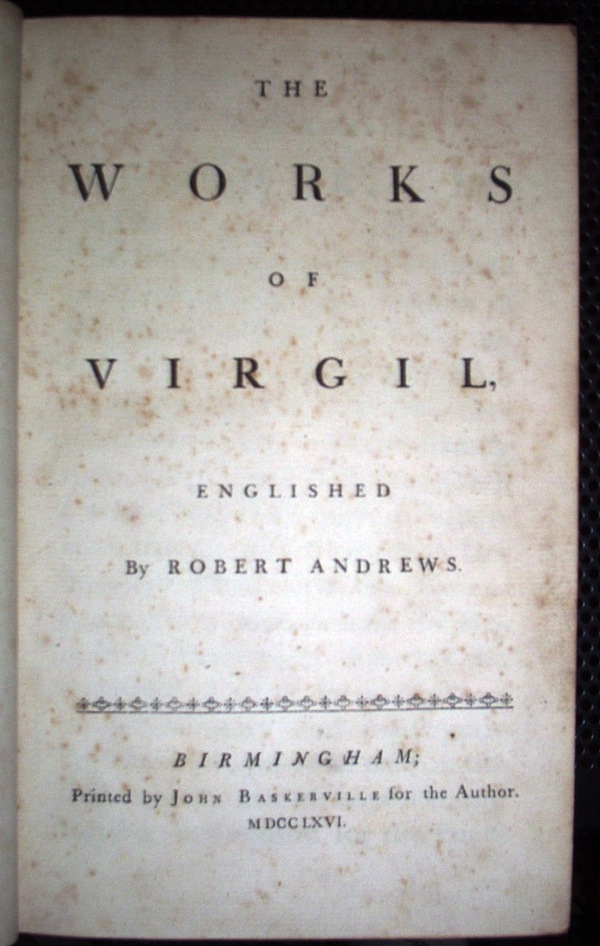
O verso latino da antiguidade geralmente é de verso branco, por exemplo, as obras de Virgílio.

Versos brancos (ou versos soltos) possuem métrica, mas não utilizam rimas. Não podem ser confundidos com versos livres, que não possuem métrica fixa. Versos brancos são usados desde o século XVI em português, principalmente pelo lusitano Jerónimo Corte-Real. De brasileiros, temos desde o século XVIII como exemplo o poema "O Uraguai" (1769) de Basílio da Gama e no século seguinte os românticos também o empregaram como Álvares de Azevedo e Fagundes Varela.
Um exemplo de Carlos Drummond de Andrade, primeira estrofe do poema "O Elefante":

Fabrico um elefante

de meus poucos recursos.

Um tanto de madeira

tirado a velhos móveis

talvez lhe dê apoio.

E o encho de algodão,

de paina, de doçura.

A cola vai fixar

suas orelhas pensas.

A tromba se enovela,

é a parte mais feliz

de sua arquitetura. (…)

— Carlos Drummond de Andrade, A Rosa do Povo, 1945
1. ↑  DRUMMOND DE ANDRADE, Carlos (2001). A Rosa do Povo. [S.l.]: Editora Record. p. 104. ISBN 8501061360